# Rutelarcha bakeri
Rutelarcha bakeri är en skalbaggsart som beskrevs av Ohaus 1915. Rutelarcha bakeri ingår i släktet Rutelarcha och familjen Rutelidae. Inga underarter finns listade i Catalogue of Life.